# شوزم صغير
شوزم صغير (الاسم العلمي:Psiadia minor) هو نوع من النباتات يتبع جنس الشوزم من الفصيلة النجمية.